# Psychilis cogniauxii
Psychilis cogniauxii là một loài thực vật có hoa trong họ Lan. Loài này được (L.O.Williams) Sauleda miêu tả khoa học đầu tiên năm 1988.